# サイバージャヤ

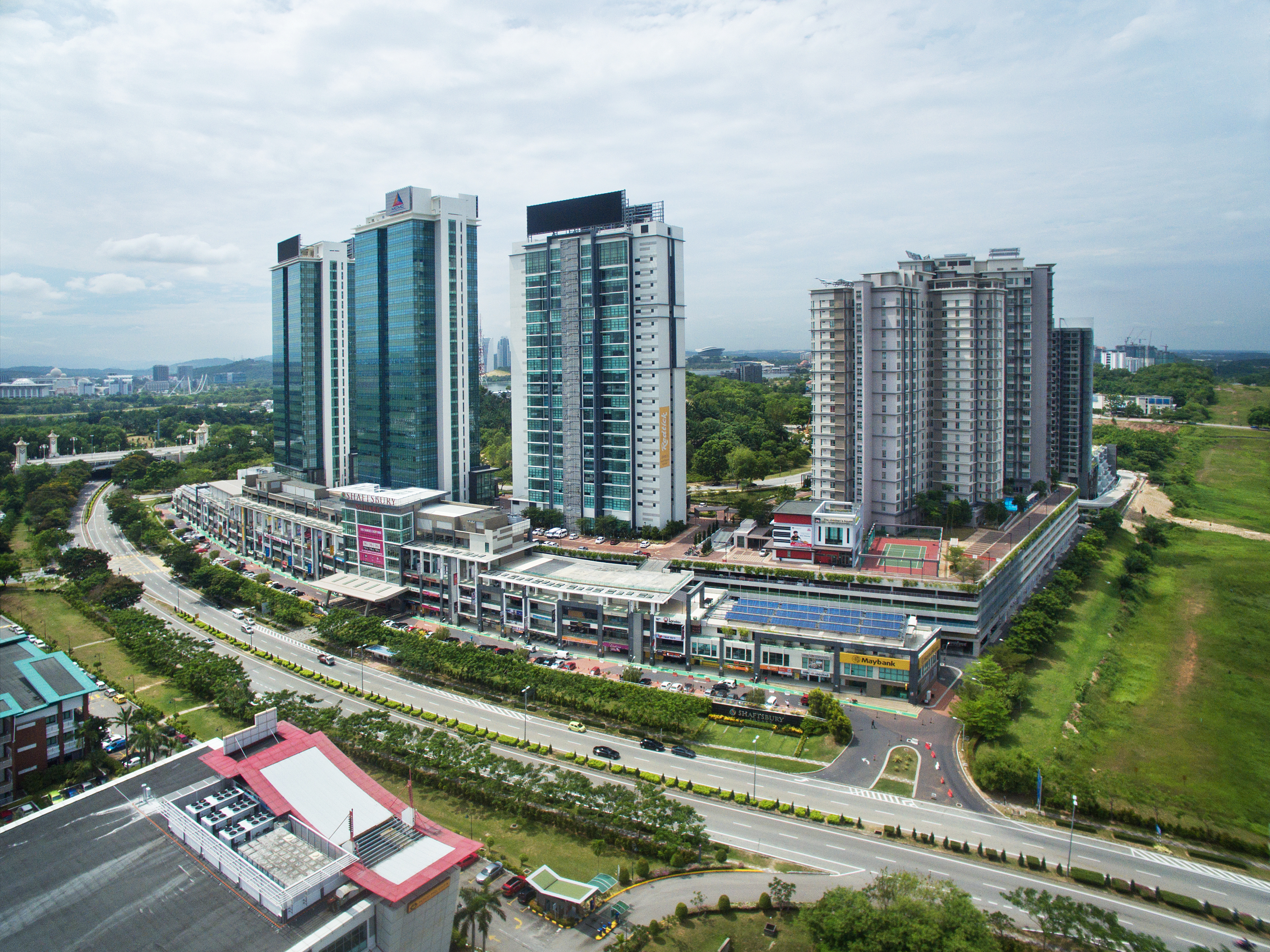
サイバージャヤ

サイバージャヤ（Cyberjaya）はマレーシアの首都クアラルンプールの郊外都市で、マルチメディア・スーパーコリドーと呼ばれる総合開発地域に含まれる新興都市である。クアラルンプール中心部よりおおよそ50キロの距離にある。
サイバージャヤの地域は元々パームヤシのプランテーションが行われていた地域であったが、1999年7月に公式にサイバージャヤの街開きが行われたことにより集中的に開発が行われ、ハイテク関連企業の多くがここに投資するようになった。また、マルチメディア大学（通称MMU）もこのサイバージャヤにあり、地域の代表的な施設の一つとなっている。一方で急激な開発に対して住宅供給が追いついていない。
サイバージャヤは首都高速道路と接続されており、クアラルンプール中心部より40分、クアラルンプール国際空港より30分、マレーシア国内の主要港であるクラン港より1時間以内という良好なアクセス状況にあるが、KLIAエクスプレスが町の東側を通っているものの、鉄道駅が全く存在せず、鉄道面での整備が遅れている。